# Consumo de álcool por estudantes universitários

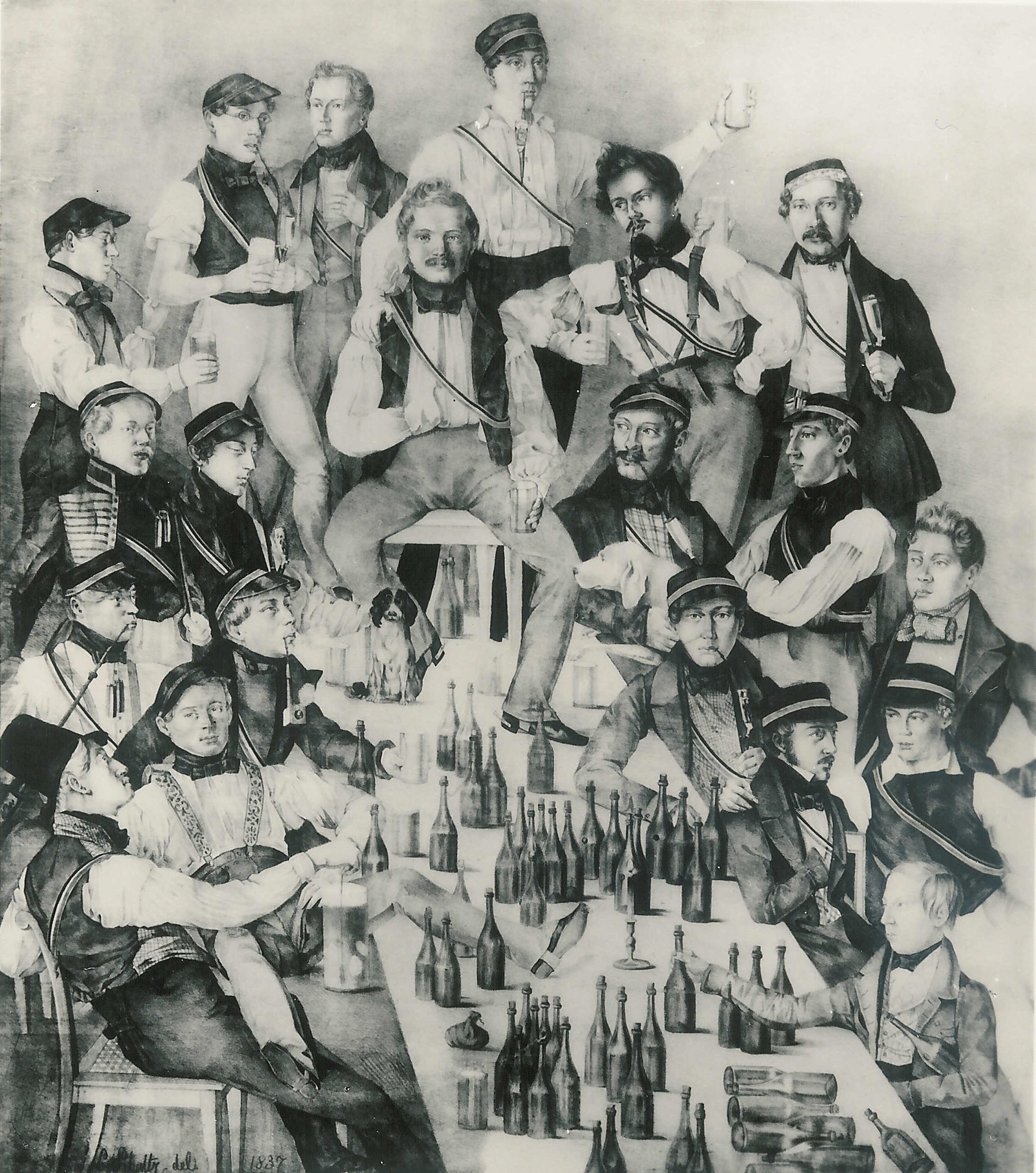
Litografia de um grupo de estudantes alemães em meio a dezenas de garrafas de bebida.

O consumo de álcool por estudantes universitários é um tema que tem gerado interesse ao redor de todo o globo. No banco de dados em medicina MeSH, por exemplo, o tema recebeu um identificador único em 2016. Durante a experiência universitária, os estudantes tendem a experimentar a primeira oportunidade de ser parte de um grupo sem supervisão familiar, fato que os deixa mais vulneráveis. Nesse contexto, pesquisas revelam que o álcool é a substância mais consumida pelos jovens, seguida pelo tabaco, maconha e estimulantes.

## No Brasil
No Brasil, o Levantamento Nacional de Álcool e Drogas (Lenad) consitui, desde sua criação em 2006, é uma das principais bases de dados sobre o consumo de drogas no país, incluindo o consumo de álcool por estudantes universitários. De acordo com Lenad, além do fato de apenas 20% dos adultos bebedores tenham consumido 56% de todo o álcool vendido no país, a maioria tem menos de 30 anos. Uma pesquisa realizada em 2011 pela Associação Nacional dos Dirigentes das Instituições Federais de Ensino Superior, mostrou que os alunos da UFOP, no Brasil, são os que mais admitem o consumo de bebidas alcoólicas.
| “ | Tem casos de jovens que não bebem nada, mas estes são minoria. Dentre os que bebem, percebemos um número significativo de meninas. Uma delas, inclusive, apresentou quadro de provável dependência. | ” |
| — Sandra Leal Calais, professora e pesquisadora do departamento de psicologia da Faculdade de Ciências da Unesp | |   |